# Magic Camp
Magic Camp är en amerikansk familjefilm från 2020. Filmen är regisserad av Mark Waters och är skriven av Micah Fitzerman-Blue, Noah Harpster, Matt Spicer, Max Winkler, Dan Gregor och Doug Mand, från en synopsis skriven av Gabe Sachs, Jeff Judah, Spicer och Winkler. Filmens större roller spelas av Adam DeVine, Jeffrey Tambor och Gillian Jacobs.
Filmen hade premiär på streamingtjänsten Disney+ den 14 augusti 2020.

## Handling
Som ung på Trolleri-institutet, en avskild tillflyktsort i bergen, där en massa talangfulla unga trollkarlar träffas varje sommar, var Andy Duckerman (Adam DeVine) en kollolegend. Nu, 35 år gammal, kämpar han för att det ska gå ihop som professionell trollkarl och är frustrerad och deprimerad över vart hans karriär har tagit vägen. Men, när institutet bjuder in honom som ledare, får han hand om nybörjarna, en märklig skara av förhoppningsfulla trollkarlar, och måste också hantera sin förra partner och nuvarande ärkerival, Kristina Darkwood (Gillian Jacobs), som också är ledare. Medan Andy sakta vinner respekt från gruppen av tveksamma artister, inspirerar de honom att stötta var och ens unika talanger, samtidigt som han förbereder dem på att tävla mot kollots mest erfarna trollkarlar i institutets årliga Cylinderhattstävling.

## Rollista (i urval)
| Roll                            | Skådespelare              | Svensk röst              |
| ------------------------------- | ------------------------- | ------------------------ |
| Andy Duckerman                  | Adam DeVine               | Gabriel Odenhammar       |
| Roy Preston                     | Jeffrey Tambor            | Anders Byström           |
| Kristina Darkwood               | Gillian Jacobs            | N/A                      |
| Theo Moses                      | Nathaniel McIntyre        | Elis Lindsten            |
| Nathan Jenkins                  | Cole Sand                 | Adil Backman             |
| Ruth Brusselbach                | Isabella Crovetti         | Viva Östervall Lyngbrant |
| Judd Kessler                    | Josie Totah (J. J. Totah) | Erik Wendt               |
| Vera Costa                      | Izabella Alvarez          | Billie Dean              |
| Vic d'Antonio                   | Hayden Crawford           | Adrian Macéus            |
| Janelle Santos                  | Bianca Grava              | Ellen Thureson           |
| Devin Moses (Theos pappa)       | Aldis Hodge               | John Alexander Eriksson  |
| Zoe Moses (Theos mamma)         | Rochelle Aytes            | Ayla Kabaca              |
| Lena Lambert                    | Krystal Joy Brown         | Norea Sjöquist           |
| Xerxes                          | Desmond Chiam             | Mikael Regenholz         |
| Cameron Moses (Theos lillebror) | Lonnie Chavis             | Lorens Kauppi            |

### Tillägg (svenska versionen)
- Regissör – Anton Olofson Raeder
- Översättare – Dick Eriksson
- Kreativ ledning – Michael Rudolph
- Inspelningsstudio – SDI Media

Svensk version producerad av Disney Character Voices International, Inc.